# 2022年ATP年终总决赛
2022年ATP年终总决赛（2022 ATP Finals），由于赞助商的关系目前赛事名称为日東電工2022年ATP年终总决赛，是于2022年11月13–20日在意大利都灵举行的年终总决赛性质的男子职业网球赛事，比赛场地位于都灵阿尔卑斯旅行社体育馆的室内硬地球场进行，由赛季中表现最好的8名单打选手和8对双打选手参加。
这是单打第53届，双打第48届年终总决赛，也是都灵第二次举办年终锦标赛。
最终诺瓦克·德约科维奇最终获得单打冠军，这是他的第6个年终总决赛冠军，追平了罗杰·费德勒。美英组合拉杰夫·拉姆和乔·索尔兹伯里 5场全胜获得了男双冠军，这是这对组合首次获得年终总决赛冠军。

## 比赛结果
| 项目 | 冠军                      | 亚军                        | 比分          |
| ---- | ------------------------- | --------------------------- | ------------- |
| 单打 | 诺瓦克·德约科维奇         | 卡斯珀·鲁德                 | 7-5, 6-3      |
| 双打 | 拉杰夫·拉姆 乔·索尔兹伯里 | 尼克拉·梅克蒂奇 马特·帕维奇 | 7–6(7–4), 6–4 |

## 赛制
ATP总决赛小组赛采用循环赛的形式，将8名球员/球队分成两组，每组4人，每组的每名球员/球队与另一组的其他3人进行比赛。八名种子选手是由ATP排名和ATP双打排名在本赛季最后一场ATP巡回赛结束后的周一决定的。包括决赛在内的所有单打比赛都是三盘两胜制，每盘6-6后决胜局抢七。所有的双打比赛都是两盘加一个抢十决胜局。
在决定小组排名的时候，使用以下标准，依次为：
- 1、胜场数最多。
- 2、参加比赛场次更多（例如在胜场数相同的情况下，2-1的比赛记录优先于2-0的记录）。
- 3、双方的胜负交手情况。
- 4、胜盘数最高。
- 5、胜局数最高。
- 6、本年度最后一个巡回赛后的ATP排名。

上述规则4-6仅适用于小组赛三人出现平分僵局的情况下，如果其中的一条规则决出了优胜者，那么剩下的两个人将通过两人在小组赛中的胜负关系来决定名次。
每组前两名进入半决赛，每组的第一名将对阵另一组的第二名。半决赛的胜者进入决赛争夺冠军。

## 参赛资格

### 单打
八名球员参加比赛，还有两名被提名的替补队员。球员按以下优先顺序获得参赛席位：
1. 首先，ATP巡回赛的最后一场比赛后，也就是巴黎大师赛之后的周一，ATP排名前7名选手将前往都灵。[4]
2. 第二，如果在2022年获得大满贯冠军的选手排名在第8-20位也可以获得资格，不过名额最多有2个。
3. 第三，ATP排名第八。

如果获得资格的球员总数超过8名，选择顺序较低的球员将成为替补。如果替补也无法满足参赛选手数量，这些球员将由ATP选出。
可以参加年终总决赛的排名由ATP在每周以「ATP直通都灵」（ATP Race to Turin）的名义发布，只统计2022年ATP巡回赛赛事积分，包括在大满贯、ATP巡回赛、ATP杯、ATP挑战赛和ITF男子世界网球巡回赛中累积。统计球员在19场比赛中累积积分，通常包括：
- 4个大满贯赛事
- 8个强制性的ATP1000大师赛
- 其他7场比赛的最佳成绩（ATP杯，蒙特卡洛大师赛，ATP500, ATP250，挑战赛，ITF）

### 双打
8对选手参加比赛，还有一对是替补选手。八支参赛队伍按照与单打相同的优先顺序获得名额。积分与单打比赛相同。然而，对于双打选手来说，他们的排名是根据他们在2022年ATP巡回赛上的任何比赛中得分最高的19个比赛累计而成。

## 获得参赛资格的选手

### 单打
| #    | 球员                     | 积分  | 获得资格的时间 |
| ---- | ------------------------ | ----- | -------------- |
| 伤退 | 卡洛斯·阿尔卡拉斯        | 6,820 | 2025年9月8日   |
| 1    | 拉斐尔·纳达尔            | 5,820 | 2025年9月2日   |
| 2    | 斯特凡诺斯·西西帕斯      | 5,350 | 2025年9月30日  |
| 3    | 卡斯珀·鲁德              | 5,020 | 2025年9月29日  |
| 4    | 丹尼尔·梅德韦杰夫        | 4,065 | 2025年10月29日 |
| 5    | 费利克斯·奥热-阿利亚西姆 | 3,995 | 2025年11月2日  |
| 6    | 安德烈·魯布列夫          | 3,530 | 2025年11月2日  |
| 7    | 诺瓦克·德约科维奇        | 3,320 | 2025年10月9日  |
| 8    | 泰勒·弗里茨              | 2,955 | 2025年11月5日  |

### 双打
| # | 球员                                | 积分  | 获得资格的时间 |
| - | ----------------------------------- | ----- | -------------- |
| 1 | 卫斯理·库尔霍夫 尼尔·斯库普斯基     | 7,450 | 2025年9月1日   |
| 2 | 拉杰夫·拉姆 乔·索尔兹伯里           | 5,890 | 2025年9月9日   |
| 3 | 马塞洛·阿雷瓦洛 让-儒利安·路查      | 5,255 | 2025年9月30日  |
| 4 | 尼克拉·梅克蒂奇 马特·帕维奇         | 4,165 | 2025年10月17日 |
| 5 | 伊万·多迪格 奥斯汀·克拉吉塞克       | 3,700 | 2025年11月5日  |
| 6 | 劳埃德·格拉斯普尔 哈里·赫利厄瓦拉   | 3,600 | 2025年11月4日  |
| 7 | 马塞尔·格拉诺勒斯 奥拉西奥·塞瓦略斯 | 3,560 | 2025年11月3日  |
| 8 | 坛纳西·科基纳基斯 尼克·基里奧斯     | 3,150 | 2025年10月31日 |